# المسيحية في ساحل العاج

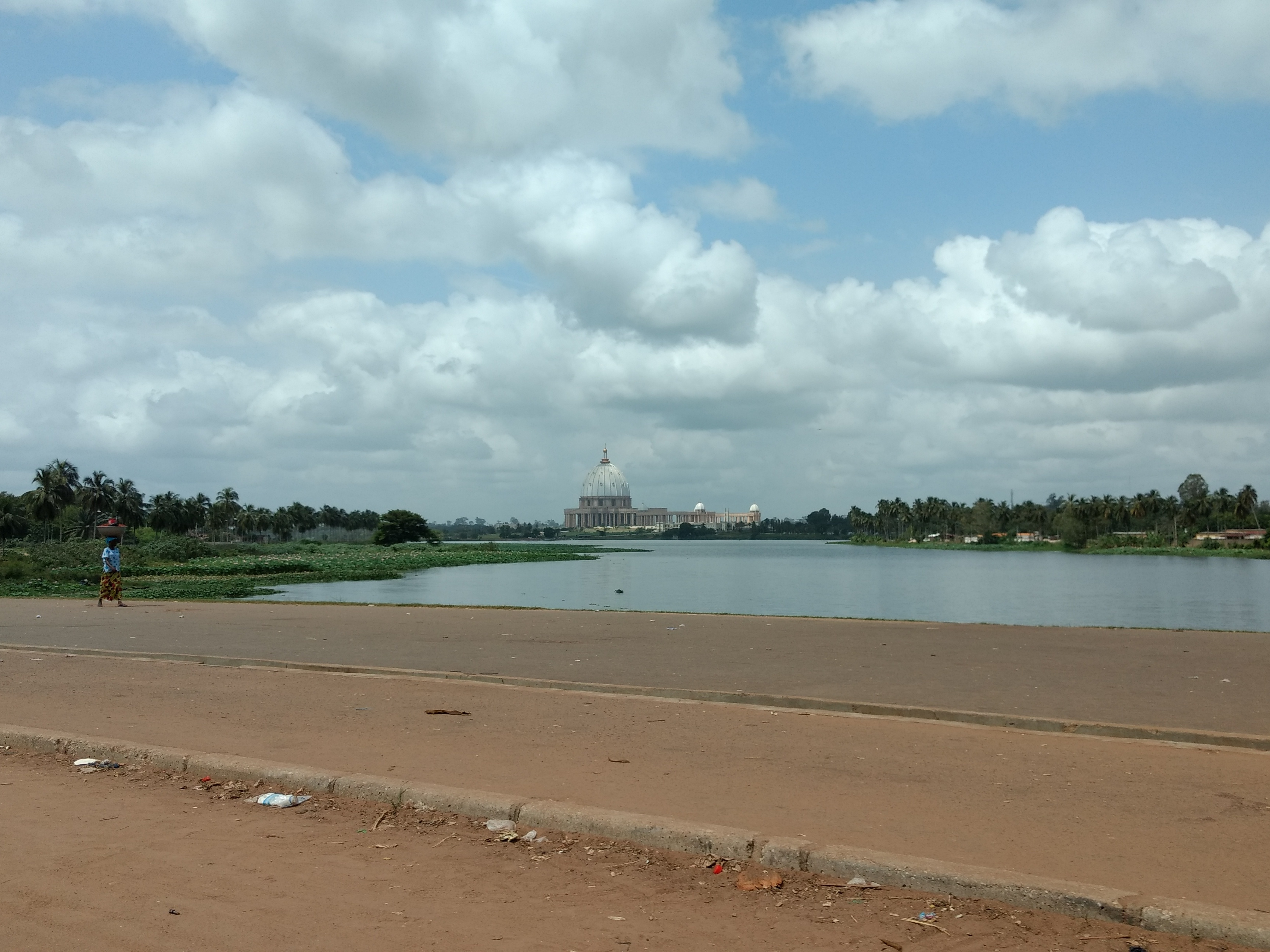
كنيسة سيدة السلام في مدينة ياموسوكرو.

تُشكل المسيحية في ساحل العاج واحدة من أكثر الديانات انتشاراً بين السكان إلى جانب الإسلام، وشهدت المسيحيَّة نمواً ملحوظاً في العقود الأخيرة؛ في عام 1980 كان حوالي ثُمن سكان ساحل العاج من المسيحيين، وفي عام 2014 وجد التعداد السكاني الأخير أن نسبة المسيحيين تصل إلى حوالي 39.1% من سكان ساحل العاج، وحوالي 33.9% من مجمل السكان مع المقيمين، وفي عام 2021 وجد التعداد السكاني الأخير أن نسبة المسيحيين تصل إلى حوالي 39.8% من مواطنين ساحل العاج. بشكل عام، تُمارس المسيحية من قبل الطبقة الوسطى وفي المراكز الحضريّة في جنوب ساحل العاج. وهي الديانة الأكثر انتشارًا بين عرقيات اجنى والبحيرة وفي ثقافات جنوب شرق البلاد. تاريخيًا تعتبر الكنيسة الرومانية الكاثوليكية أكبر طوائف الدين المسيحي، علمًا أنّ الميثودية والكنيسة المعمدانية لها حضور تاريخي هام.
تعتبر العديد من الأعياد المسيحيّة عطل رسميّة في البلاد. ولعب التفسير الحرفي للتوراة عند مسيحيين ساحل العاج دوراً هامّاً في تثبيت ختان الذكور في هذا البلد. وتتعايش الطوائف الدينية عموماً بصورة سلمية، ولا تشكل أي ديانة الغالبية العظمى من سكان البلاد. وتعد مسألة تغيير الديانة مسألة فرديَّة في معظم الحالات، وتشمل العديد من الأسر المسلمين والمسيحيين التي تعيش معاً. يعد التسامح الديني جزء من سياسة الحكومة. ويساهم الرئيس شخصياً في تكلفة بناء المساجد والكنائس، ويشجع المسلمين والمسيحيين على المساعدة في المشاريع التي تقوم بها الطوائف الدينية الأخرى.

## تاريخ

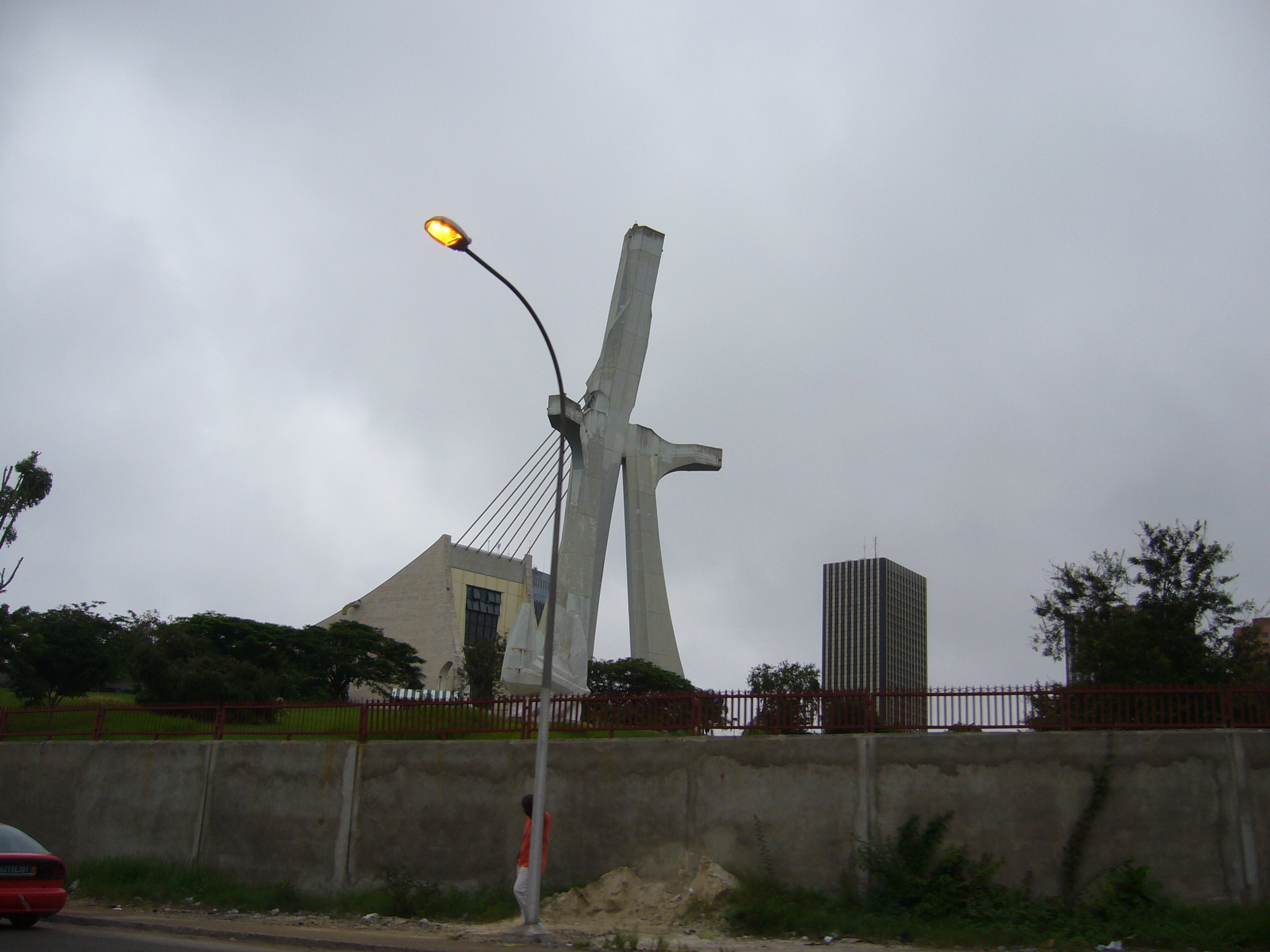
كنيسة القديس بولس في مدينة أبيدجان.

وصل رهبان من الرهبنة الكبوشية إلى المنطقة في عام 1637، بعد قرن من تأسيس البرتغاليين وغيرهم من الأوروبيين تجارة الرقيق المزدهرة على طول الساحل. في عام 1701، تم تعيين راهب دومينيكاني بمنصب أول رئيس للمقاطعة الرسولية لساحل غينيا. في عام 1889، أصبح ساحل العاج مستعمرة فرنسية، وعلى الرغم من وصول الكهنة الأوائل لمجمع قلب مريم الطاهر إلى المنطقة في عام 1844، إلا أن التبشير المنهجي لم يبدأ إلا في عام 1895، عندما تم إنشاء الدائرة الرسولية لساحل العاج وقدوم المبشرون من جمعية الإرساليات الأفريقية. كان نمو البعثة الكاثوليكية بطيئاً حتى عام 1918، لكنه أصبح سريعاً جداً بعد ذلك، وتم إنشاء العديد من المدارس الكاثوليكية. تم إنشاء التسلسل الهرمي في عام 1955، عندما تم إنشاء أبرشية أبيدجان وتحويلها إلى مقر أسقفي للبلاد. رُسم أول كاهن أفريقي في عام 1934. كان برنارد ياغو أول أسقف محلي للبلاد، ورُسم في 8 مايو عام 1960 بصفته رئيس أساقفة أبيدجان، وعُين كاردينالًا في عام 1983. وفي السنوات التالية، تم اختيار جميع الأساقفة الجدد من بين السكان الأصليين. عندما تقاعد آخر أسقف فرنسي في عام 1975، أصبحت أسقفية ساحل العاج أصلية بالكامل.
أعلن ساحل العاج استقلاله في 7 أغسطس عام 1960، وسمحت الحكومة الجديدة بالحرية الدينية في دستورها، وفضلت تقليديًا الكنيسة الكاثوليكية، على الرغم من وضع الكاثوليكية الديموغرافي كعقيدة لأقلية دينية. قاد الكاثوليكي فيليكس أوفوي بوانيي، حركة استقلال البلاد عن فرنسا، وحكم البلاد كأول رئيس لها وكرئيس للدولة في نظام الحزب الواحد حتى عام 1990، عندما تم إدخال نظام التعددية الحزبية. أثارت المساعدة الحكومية لبناء كاتدرائية في أبيدجان وكاتدرائية في ياموسوكرو حفيظة المجتمع المسلم المحلي، مما دفع الحكومة إلى تقديم دعم مماثل للأديان الأخرى. عززت العلاقات بين الأديان من قبل الحكومة، والتي بدأت في الاحتفال بالأعياد الدينية وفي حضور ممثلين عن السلطات بإحتفالات جميع الأديان الرئيسية. في عام 1999 أطاح انقلاب عسكري بالحكومة القائمة في ديسمبر عام 1999، وعادت البلاد لإجراء انتخابات ديمقراطية في أكتوبر عام 2000.

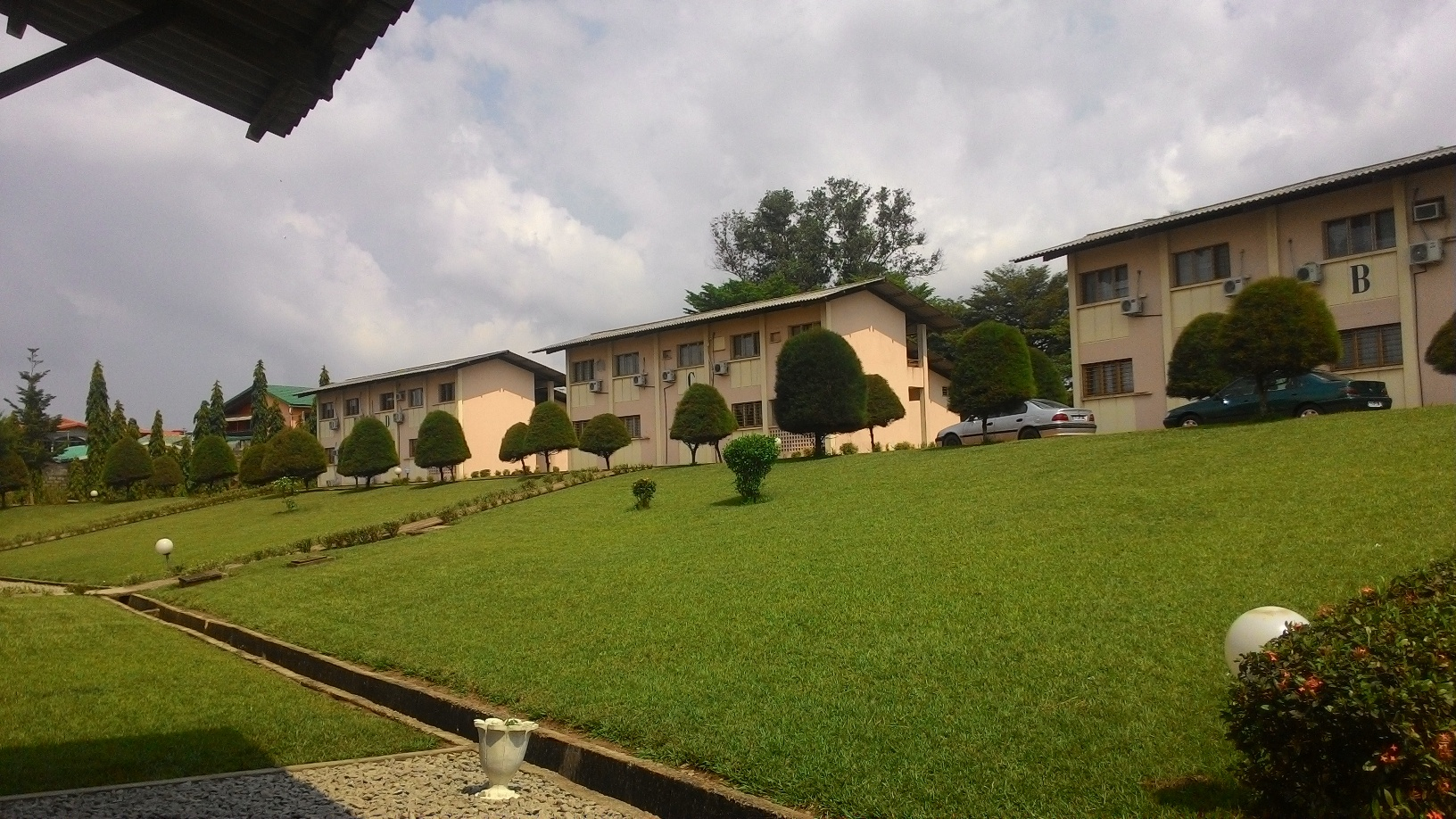
مراكز يسوع ومريم في مدينة ياموسوكرو.

لقيت الإصلاحات التي اقترحها المجمع الفاتيكاني الثاني، والتي تم تنفيذها بين عام 1962 وعام 1965، ترحيباً في المنطقة. في حين أن المبشرين قد رفضوا في السابق جميع الآلات الموسيقية المحلية، بسبب ارتباطها بالديانات الأفريقية التقليدية. أعاد المجمع الفاتيكاني النظر في هذه العقلية، حيث بدأ في تشجيع استخدام الموسيقى الأفريقية التقليدية والآلات الموسيقية في الاحتفالات المسيحية، طالما أن الطقوس والرقصات الوثنية لم تختلط بالطقوس الكاثوليكية. بدأ العديد من الكهنة وعلماء التعليم المسيحي والعلمانيون في تأليف الموسيقى باستخدام الألحان المحلية مع كلمات باللغة الفرنسية أو العامية. تم تقديم الطقوس التقليدية من خلال التفسيرات التي تضمن فهم السكان المحليين لها، على الرغم من صعوبة العثور على إيماءات أو أشياء رمزية مشتركة بين جميع الأعراق. في العديد من الأبرشيات، بدأت الخدمة الرعوية بالتركيز على المجتمعات القاعدية التي كانت تجتمع بانتظام. شهد التجديد الجذاب نمواً سريعاً للكاثوليكية في جميع أنحاء البلاد. افتتح المعهد الكاثوليكي لغرب إفريقيا قسماً لتنشئة العلمانيين والذي حقق نجاحاً كبيراً. اجتذبت المحطات الإذاعية الكاثوليكية في أبرشيتي غراند بسام ومان جمهوراً كبيراً، وفي أوائل التسعينيات من القرن العشرين، والتي تم تأسيسها أيضاً في أبيدجان وياموسوكرو.

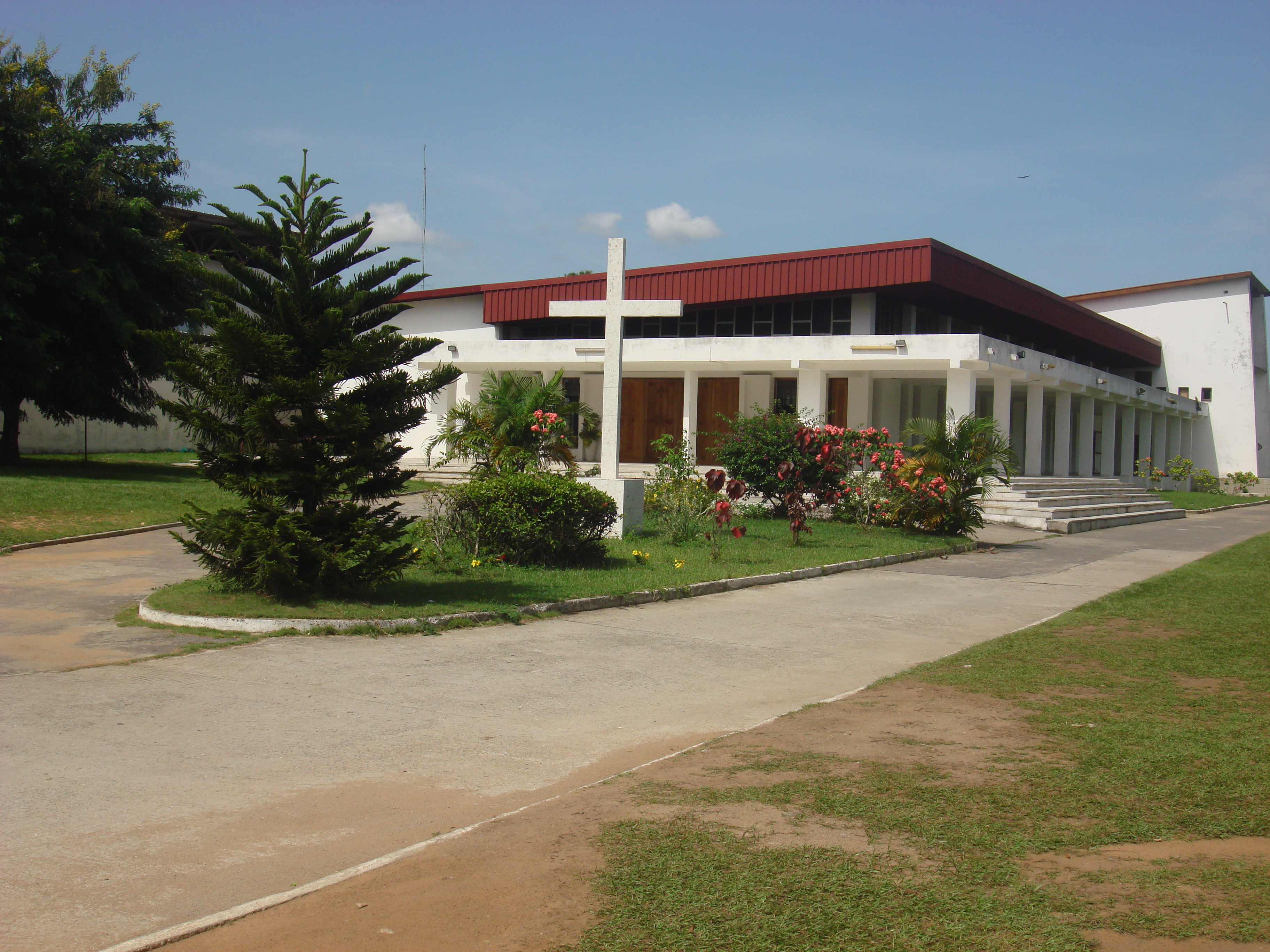
كنيسة ميثودية في مدينة أبيدجان.

بين عام 1986 وعام 1989 تم بناء أكبر كنيسة كاثوليكية في العالم في البلاد: كنيسة سيدة السلام في ياموسوكرو، التي تتسع لحوالي 7 آلاف مؤمن بالداخل وحوالي 200 ألف في مجمعها بأكمله. البازيليكا مدعومة بحوالي 84 عمودًا، ارتفاع كل منها 34 مترًا. يبلغ ارتفاع الهيكل 160 مترًا تقريبًا. وهي نسخة طبق الأصل من كاتدرائية القديس بطرس في الفاتيكان.
كان المعهد الأفريقي للتنمية الاقتصادية والاجتماعية، الذي يديره الرهبان اليسوعيون، موجودًا في أبيدجان وتعتبر مكتبته واحدة من أحدث المكتبات في جميع أنحاء أفريقيا. في عام 1990، أصبحت كاتدرائية ياموسوكرو أكبر هيكل ديني في القارة.
لم يمنع الازدهار النسبي للبلاد من اندلاع العنف العرقي في أواخر التسعينيات من القرن العشرين، خاصةً في أعقاب الانتخابات الساخنة في أكتوبر عام 2000. وكانت قيادة الكنيسة الكاثوليكية المسيّسة على نحو متزايد على استعداد للتوسط في النتائج المتنازع عليها، على الرغم من أن الحكومة العسكرية انتهت مؤقتاً بمقاطعة المرشحين المسيحيين والمسلمين. بشكل عام، تُمارس المسيحية من قبل الطبقة الوسطى وفي المراكز الحضريّة في جنوب ساحل العاج. وهي الديانة الأكثر انتشارًا بين عرقيات اجنى والبحيرة وفي ثقافات جنوب شرق البلاد. تاريخيًا تعتبر الكنيسة الرومانية الكاثوليكية أكبر طوائف الدين المسيحي، علمًا أنّ الميثودية والكنيسة المعمدانية لها حضور تاريخي هام. تم تثبيط التحويلات الدينية بين الكاثوليك والمسلمين احتراماً للقوانين الإسلامية، وواصل قادة الديانتين العمل معاً لتجنب الصراع الديني. وفي عام 2000 أيضًا، شجع كل من رئيس أساقفة أبيدجان برنارد أغري والقادة المسلمين أتباعه على المساعدة في جهود إعادة بناء الكنائس والمساجد التي دمرت خلال موجة العنف التي أعقبت الانتخابات. ظلت العلاقات بين الكاثوليك والديانات الأخرى على علاقة جيدة، وعقدت اجتماعات مسكونية منتظمة مع القادة الميثوديين.

### الحرب الأهلية
الحرب الأهلية الأولى في ساحل العاج هي صراع في دولة ساحل العاج بدأ عام 2002. انتهى معظم الاقتتال بحلول أواخر عام 2004، لكن البلاد ظلت منقسمة إلى جزئين، الشمال الخاضع لسلطة المتمردين والجنوب الخاضع لسلطة الحكومة. تزايدت العداوة وبرزت غارات على القوات الأجنبية والمدنيين. منذ عام 2006، شهدت المنطقة حالة توتر، وقال الكثيرون أن الجيش الفرنسي والأمم المتحدة فشلا في تهدئة الحرب الأهلية. عززت التنمية الاقتصادية والازدهار النسبي لساحل العاج الهجرة الضخمة من البلدان المجاورة، وجاءت أغلب تلك الهجرات من بلدان إسلامية خلال القرن العشرين، ما أدى إلى بروز إشكالية حقوق الاقتراع لعدد كبيرٍ من الأجانب. «في عام 1992، قُدر عدد المسلمين في ساحل العاج بحوالي 100 ألف شخص من أصل 1.6 مليون (أو ما يعادل 6% من السكان). على النقيض من ذلك، وفي فترة الاستقلال (عام 1960)، ازدادت حصة المسلمين من السكان بشكل متسارع، وكان المسلمون ينتقلون نحو الجنوب باتجاه المناطق المنتجة للكاكاو والمدن الجنوبية. بحلول عام 1998، […]، شكّل المسلمون أغلبية في القسم الشمالي من البلاد، وكانت نسبتهم نحو 38.6 بالمئة من التعداد الكلي للسكان. بالتالي كان تعداد السكان المسلمين أكبر بشكل ملحوظ من ثاني أكبر مجموعة دينية في البلاد، وهي المسيحيين، التي شكل سكانها نحو 29.1 بالمئة من مجموع السكان». في العقود السابقة، جاء هذا التحول بشكل رئيس جراء الهجرة الضخمة من الدول المجاورة نحو الداخل، والتي كانت جارية منذ عصور الاستعمار واستمر تحفيزها خلال عهد أوفوني بوانيي. منذ تسعينيات القرن الماضي، ظلّت فجوة الخصوبة المتسعة بين الجماعات الدينية المختلفة تسبب ميلان التوازن الديموغرافي لصالح المسلمين، على الرغم من تدني أهمية الهجرة. كان أغلب هؤلاء المسلمين قاطني الشمال حاصلين على الجنسية منذ جيلين أو أكثر، وبالإمكان اعتبار بعضهم سكانًا أصليين في القسم الشمالي مما يُعرف اليوم بساحل العاج، تحديدًا الشعب الماندينغي. قُمعت تلك التوترات الإثنية إبان القيادة القوية لأوفوي بوانيي، لكنها طفت على السطح عقب وفاته. أصبح مصطلح إفواريتي، الذي صاغه هنري كونان بيديه للإشارة إلى الهوية الثقافية المشتركة لجميع قاطني ساحل العاج، مُستخدمًا من طرف الصحافة والسياسيين القوميين وكارهي الأجانب ليعبّر حصرًا عن سكان القسم الجنوبي الشرقي من البلاد، تحديدًا مدينة أبيدجان. دفع اضطهاد الشعوب ذات الأصل البوركينابي بالدول المجاورة، تحديدًا بوركينا فاسو، إلى الخوف من هجرات ضخمة للاجئين.

### الوضع الراهن

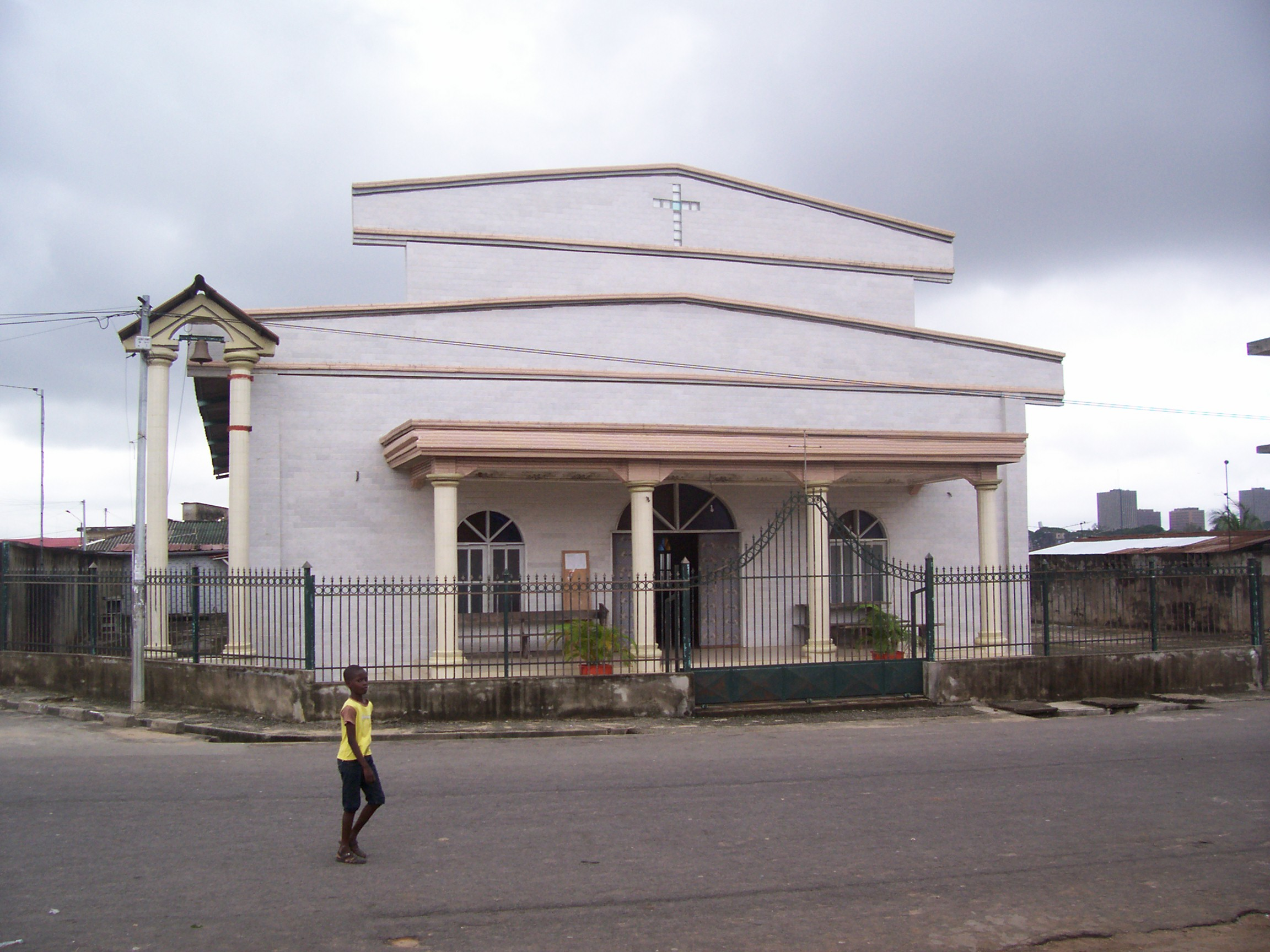
كنيسة كاثوليكية في مدينة أبيدجان.

بعد الحرب الأهلية 2002-2007، دخلت البلاد مرة أخرى في صراعات مع الانتخابات الرئاسية لعام 2010. ووقعت اشتباكات عنيفة بين مؤيدي الفائز الرسمي الحسن واتارا، المسلم الديانة، وخصمه المهزوم وسلفه في الدورة، لوران غباغبو، المسيحي الديانة. وقُتل أكثر من 3,000 شخص في القتال وأجبر مئات الآلاف على الفرار من منازلهم. وأثير تساؤل مفاده أن الخلاف بين الجانبين لم يكن مجرد خلاف سياسي. هذه الاضطرابات المرتبطة بالانتخابات خلقت صدمة للمسيحيين. اندلع قتال عنيف بين حلفاء الرئيس السابق لوران غباغبو وأنصار رئيس الدولة المنتخب حديثًا، الحسن واتارا. وبحسب المعلومات الواردة من منظمات مسيحية، فقد هوجمت أربعون كنيسة من قبل عصابات إسلامية مسلحة. عادةً ما يعيش المسيحيون والمسلمون جنبًا إلى جنب بسلام، على الرغم من الاختلاط العرقي والديني الكبير في البلاد. في مارس عام 2011، خلال الاشتباكات في مدينة دويكوي، فتحت كنيسة كاثوليكية أبوابها لإيواء أكثر من 30 ألف شخص، بحثاً عن ملجأ من الصراع الذي كان يدور في الشارع بين الفصيلين الموالين لواتارا وغباغبو. ذكر تقرير من عام 2018 أنه «سيكون من الخطأ اعتبار هذا الصراع كصراع مسلمين ضد المسيحيين»، حيث لعبت السياسة دورًا مهماً في إذكاء الصراع. يُذكر أن دومينيك اتارا زوجة الحسن واتارا من أصول كاثوليكية يهودية فرنسية.
في 24 مارس من عام 2015، عيَّن الرئيس واتارا رئيس الأساقفة بول سيميون أهوانان جرو لتولي مسؤولية مبادرات المصالحة بعد الانتخابات الرئاسية لعام 2015. خلال الحرب الأهلية، قام أهوانان جرو، والذي يقع مقر أبرشيته في بواكي، ثاني أكبر مدينة في البلاد، بلعب دور في الحفاظ على حوار مفتوح مع قوات المتمردين. في 16 يناير عام 2017، تعرض حرم الجامعة الكاثوليكية المحلية في أبيدجان لهجوم خلال الاحتجاجات المناهضة للحكومة في البلاد، كما وهدد مسلحون الطلاب والمعلمين. وفي بيان مشترك للأساقفة الكاثوليك، صدر في 24 يناير من العام نفسه، دعا إلى المصالحة الوطنية، والإفراج عن الأسرى المعتقلين خلال أزمة 2002-2011، وإعادة توزيع الثروة وتحقيق قدر أكبر من العدالة الاجتماعية.
على الرغم من مظاهر التعايش السلميَّة بين المسيحيين والمسلمين، إلا أن أتباع المسيحية غالبًا ما يواجهون التمييز من قبل المسلمين وأيضًا من معتنقي المعتقدات القبلية الأفريقية. ويواجه المتحولون إلى المسيحية ضغوطاً عائلية ويضطرون أحياناً إلى إبقاء خيارهم الديني سراً. في المسائل المتعلقة بالأراضي وفرص الأعمال، لا يتم تمثيل المسيحيين على مستويات الحكومة المحلية في المناطق ذات الأغلبية المسلمة. في العديد من القرى ذات الأغلبية الإسلامية، يتم تهميش الأقليات المسيحية والتي تقع تحت ضغط اجتماعي. يُميز المسؤولون الحكوميون في الهيئات الحكومية ضد المسيحيين، على سبيل المثال، من خلال رفض تسجيل كنائس جديدة لدى وزارة الداخلية. في بعض المدن والبلدات، يتعين على المسيحيين دفع رسوم كبيرة للحصول على إذن لإقامة أحداث دينية. بالإضافة إلى ذلك تواجه عدد من أتباع الطوائف المسيحية الإساءة والضرب والتهديد بالقتل والإهانات والرفض والإيذاء النفسي، من بين أنواع أخرى من الضغط. طُرد العديد من المسيحيين من ديارهم بسبب اعتناقهم الديني، ويُجبر البعض على تطليق أزواجهن عقب التحول إلى المسيحيَّة.

## ديموغرافيا

### تعداد السكان
| الديانة     | 2014  | 2021  |
| ----------- | ----- | ----- |
| الإسلام     | 42.9% | 42.5% |
| المسيحية    | 33.9% | 39.8% |
| لادينية     | 19.1% | 12.6% |
| الإحيائية   | 3.6%  | 2.2%  |
| غير معلن    | –     | 2.2%  |
| ديانات أخرى | 0.5%  | 0.7%  |

### تقديرات أخرى
وفقًا لتقديرات عام 2020 من قبل مركز بيو للأبحاث، فإن المسيحيين هم أكبر مجموعة دينية بنسبة 44% من إجمالي السكان، يليهم المسلمون بنسبة 37.2% من السكان. كما توقعت أن 8.1% من سكان ساحل العاج غير منتسبين لأي ديانة في حين أنَّ حوالي 10.5% ينتمون إلى الديانات الأفريقية التقليدية.

## الطوائف المسيحية

### الكاثوليكية

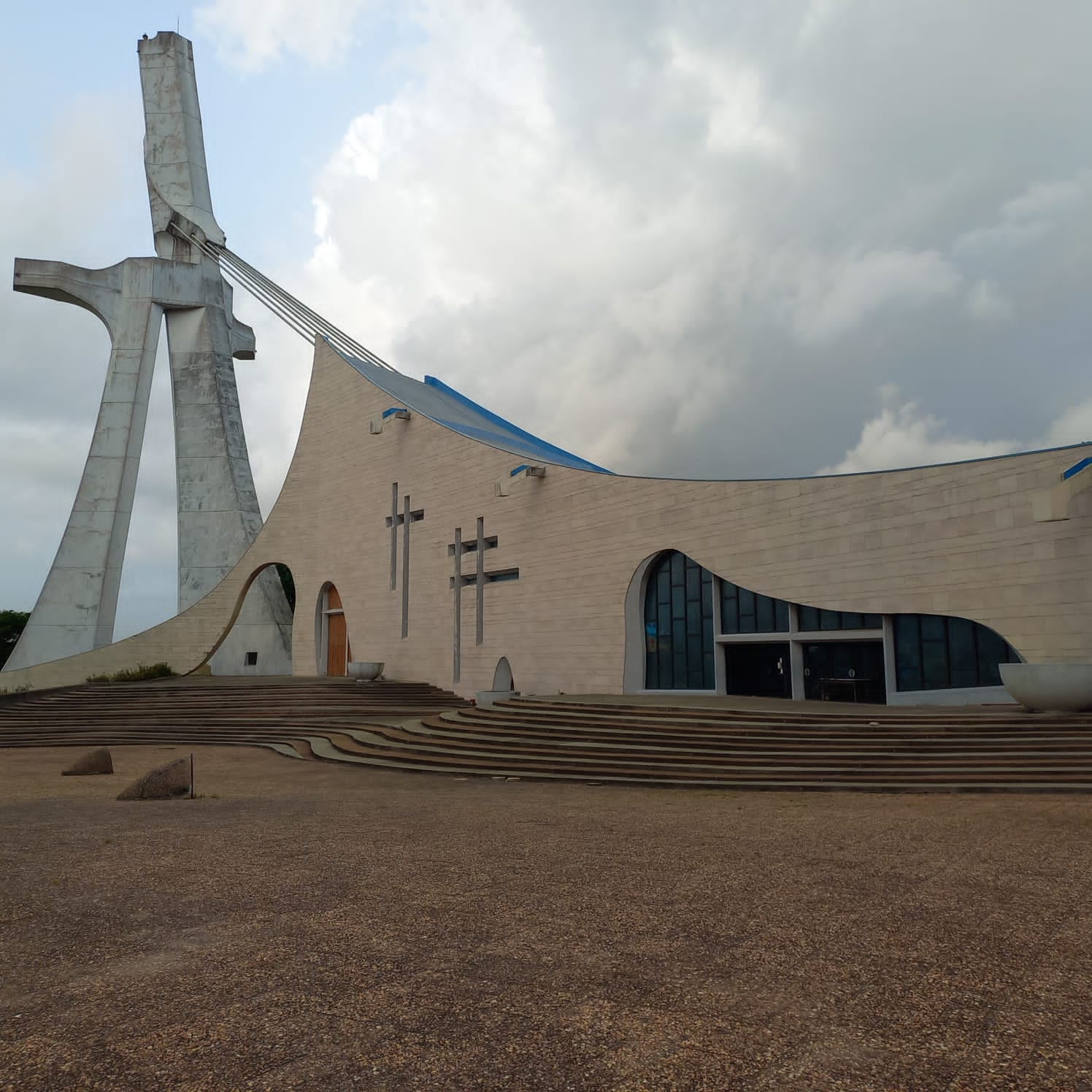
كنيسة كاثوليكية في مدينة أبيدجان.

الكنيسة الكاثوليكية الإيفواريَّة هي جزء من الكنيسة الكاثوليكية العالمية في ظل القيادة الروحية للبابا في روما. يعد المذهب الروماني الكاثوليكي أكبر المذاهب المسيحية في البلاد، وتقدر أعداد الكاثوليك بحوالي 2.8 مليون معمَّد أو حوالي 17.2% من مجمل السكان المقيمين (18.5% من المواطنين) حسب التعداد السكاني عام 2014. ويتوزع كاثوليك البلاد على خمسة عشرة أبرشية ويتولى رعايتهم الروحيَّة 800 كاهن. دخل مذهب الرومانية الكاثوليكية في ساحل العاج لأول مرة في منتصف القرن السابع عشر وإزداد زخمه عندما بدأ المبشرون الفرنسيين في العمل بين عرقية اجنى. تأسست أول بعثة كاثوليكية إفريقية في ساحل العاج في عام 1895، وكان رسامة أول كاهن أفريقي في عام 1934. في منتصف عام 1980، عملت الكنيسة الكاثوليكية على بناء العديد من المعاهد والمدارس في جميع أنحاء البلاد. على الرغم من أن ساحل العاج رسميًا دولة علمانية، أعرب الرئيس باعتزازه الكبير في بناء الكاتدرائية الكاثوليكية في مدينة أبيدجان والبناء بحلول عام 1990. ويعتنق العديد من اللبنانيين في ساحل العاج المسيحيَّة ديناً، خصوصاً على مذهب الكنيسة المارونية. يذكر أن معظم أبناء الجالية اللبنانية يعلمون في التجارة ويسيطرون على 40% من اقتصاد البلاد.

### البروتستانتية

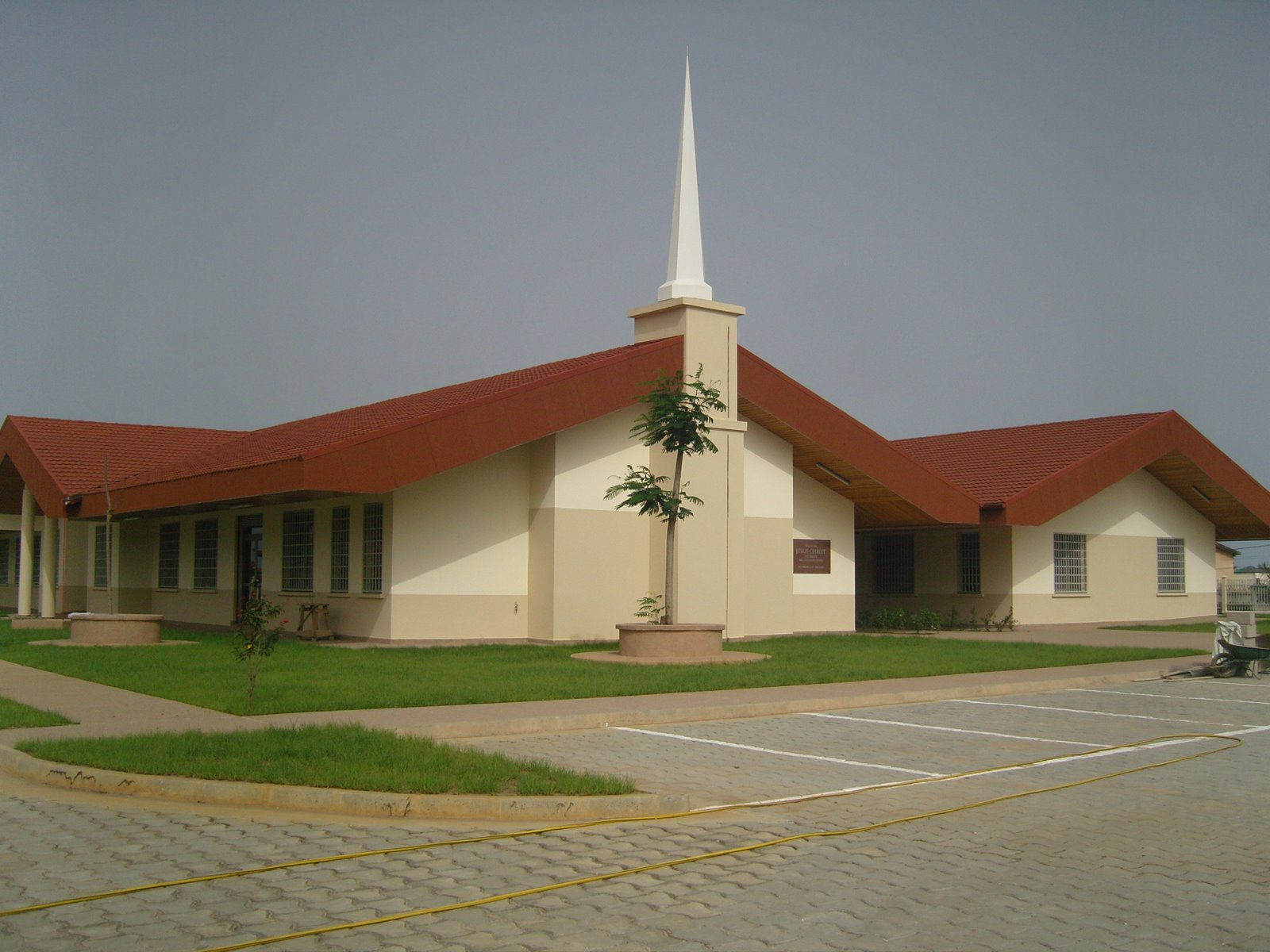
كنيسة بروتستانتية في مدينة كوكودي.

المذهب البروتستانتي هو ثاني أكثر المذاهب المسيحية إنتشاراً بين السكان في ساحل العاج، وبحسب التعداد السكاني عام 2014 حوالي 11.8% من السكان المقيمين (14.5% من المواطنين) هم إنجيليين (بالفرنسيَّة: Evangélique) والذي يُرجح أنه من الأفضل ترجمته على أنه بروتستانت، وحوالي 1.7% من السكان المقيمين (2.1% من المواطنين) يعرفون أنفسهم كميثوديين. كما وصف 0.5% من السكان أنفسهم بأنهم يتبعون مذهب هاريسم وحوالي 0.4% يتبعون كنيسة المسيح السماويَّة.
كان المذهب البروتستانتي الأكبر في البلاد في منتصف الثمانينيات من القرن العشرين هو هاريسم، والذي بدأ في عام 1914 من قبل وليام ويد هاريس، وهو واعظ ليبيري قام بالتبشير على طول ساحل ساحل العاج وغانا. وضع هاريس أسس وطريقة حياة لأتباعه من خلال اتباع الحياة البسيطة وتجنب الثروة الواضحة. وأدان استخدام التمائم الوثنية، وحارب ظواهر مثل الزنا والسرقة والكذب. كان المذهب شكلاً بسيطاً ومتحفظاً المسيحية، التي كانت مفتوحة للكاثوليك والبروتستانت ولم تُبشر بتحدي مفتوح للسلطة الإستعمارية. في عام 1915 طرد هاريس من المنطقة من قبل المحافظ الإستعماري، وهو الحدث الذي أعاد تنشيط كنيسته، حيث ترك خلفه العشرات من الكنائس الصغيرة «هاريست» على طول الساحل. وبعد عقد من الزمان، اتصل المبشرين الميثوديين مع هاريس وحاولوا مواصلة عمله بين شعوب البحيرات. ويعزى نجاح هاريس في جزء منه بسبب خلفيته العرقية، حيث كان أفريقياً ولكن ليس مواطن إيفواري، وبسبب تحول كل من النساء والرجال على يده، وهي حالة لم تكن شائعة من قبل المبشرين المسيحيين الأوائل الذين فشلوا في التعرف على تأثير نسب الأم على حياة الفرد الروحيَّة. تم الاعتراف بمذهب هاريسم في وقت لاحق كفرع من الكنيسة الميثودية. وفقًا لدراسة المؤمنون في المسيح من خلفية مسلمة: إحصاء عالمي وهي دراسة أجريت من قبل جامعة سانت ماري الأمريكيّة في تكساس سنة 2015 وجدت أن عدد المسلمين في ساحل العاج المتحولين للديانة المسيحية يبلغ حوالي 5,500 شخص.

### الطوائف المسيحية الأخرى
تدعي كنيسة يسوع المسيح لقديسي الأيام الأخيرة وجود أكثر من 43,000 عضو في 211 جناحًا أو فرعًا في ساحل العاج. لديهم أيضًا 27 مركزًا لتاريخ الأسرة في ساحل العاج. ويعود تاريخ أولى البعثات التبشيرية المورمونية إلى عقد 1988.

## الوضع الإجتماعي

### التعليم

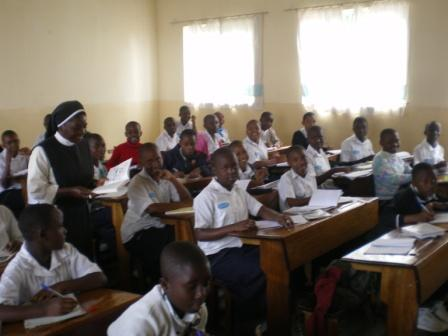
راهبة تقوم بتدريس تلاميذ في مدرسة كاثوليكيَّة.

في عام 1980 كانت 14% من المدارس الإبتدائية وحوالي 29% من المدارس الثانوية من المدارس الخاصة. وكانت معظم هذه المدارس من المدارس الكاثوليكية، ويعمل في هذه المدارس معلمين دينيين وعلمانيين، مع رواتب مدعومة جزئياً من التمويل الحكومي. وتعمل المدارس الكاثوليكيَّة في المقام الأول في جنوب وشرق البلاد ولكنها كانت موجودة أيضًا في جميع أنحاء البلاد. وجدت دراسة الدين والتعليم حول العالم قامت بها مركز بيو للأبحاث عام 2016 أنَّ المسيحيون يتفوقون تعليميًا في ساحل العاج على المسلمين حيث أنَّ حوالي 39% من المسيحيين الإيفواريين غير حاصلين على تعليم رسمي مقابل 73% من المسلمين الإيفواريين، وعزا بعض علماء الاجتماع ذلك إلى جوانب تاريخية مثل الأنشطة التبشيرية المسيحية خلال فترات الاستعمار الغربي، ويشير روبرت د. ودبيري عالم اجتماع في جامعة بايلور أن للمُبشرين البروتستانت في أفريقيا «كان لهم دور فريد في نشر التعليم الشامل» بسبب الأهمية الدينية لدراسة وقراءة الكتاب المقدس، حيث قام المُبشرين في ترجمة الكتاب المقدس للغات المحليَّة وفي إنشاء المدارس لتعزيز معرفة القراءة والكتابة، ويشير ناثان نان أستاذ الاقتصاد في جامعة هارفارد أنَّ التعليم «هو المكافأة الرئيسية قبل المبشرين لجذب الأفارقة للمسيحية». كما وشجع المبشرين البروتستانت على تعليم المرأة ومحو الأمية بين النساء.

### السياسة
بين عام 2010 وعام 2011 شهد ساحل العاج أزمة سياسيَّة، حيث في 28 نوفمبر من عام 2010 واجه الحسن واتارا المُسلم الديانة في الانتخابات الرئاسية الرئيس المنتهية ولايته لوران غباغبو المسيحي الديانة، وحصل غباغبو على 38% مقابل 32% لالحسن واتارا في الجولة الأولى من الانتخابات وادى السباق للفوز بالرئاسة إلى التركيز على انقسام بين الشمال ذو الغالبية الإسلامية والجنوب ذو الأغلبية المسيحيَّة كان في لب الحرب وكان السبب في تأجيلات لاجراء الانتخابات. وفي جولة الحسم الثانية فاز الحسن واتارا بنسبة 54.1% من الأصوات أمام منافسه الذي أحرز 45.9 في المئة من الأصوات. وأعتبرت الأمم المتحدة والمجتمع الدولي الحسن وتارا فائزاً في الانتخابات. لكن المجلس الدستوري أعلن غباغبو فائزا. وازداد الاحتقان والاتجاه نحو المواجهة حيث دعا معسكر وتارا انصاره إلى خوض «معركة سلمية» بهدف السيطرة على التلفزيون الحكومي والمقار الحكومية التي يسيطر عليها الرئيس المنتهية ولايته. الدين والقومية لازمتان في حديث الأطراف العاجية بعضها لبعض، وفي صراعها ضد بعضها البعض، وهما أكثر عامل يقسم البلد الذي انشطر نصفين، حيث كان لحكم فيليكس هوفويت-بواني المسيحي الورع، والذي بنى في قريته ياماسوكرو أكبر كاتدرائية في أفريقيا، حيث حكم فيليكس هوفويت-بواني ساحل العاج دون أن ينسى للمسلمين دورهم في الحياة العامة، غير أنه ترك الثروة ومعظم السلطة في يد أبناء العمومة والقبيلة، أي أبناء الطائفة المسيحية وعرقية آكان، ولم يشفع تعيين الحسن واتارا المُسلم الديانة والشمالي الأصول رئيساً للوزراء في السنوات الأخيرة من شعور المسلمين بأنهم يستحقون دوراً أكبر من ذلك.